# Amanda Burton
Amanda Burton (Ballougry (County Londonderry, Noord-Ierland), 10 oktober 1956) is een Noord-Ierse actrice die bekend is geworden door haar rol als forensisch-patholoog doctor (later professor) Sam Ryan in de BBC-politieserie Silent Witness (sinds 1996). In 2004 verliet ze deze serie ‘om er niet voorgoed mee geassocieerd te worden’. In 2022 keerde ze er terug voor een gastoptreden, ook als Sam Ryan. Vanaf 2003 was zij te zien in de Britse politieserie The Commander, waarvan 12 afleveringen zijn gemaakt.

## Persoonlijk leven
Burton is geboren in Ballougry, een protestants gebied van Noord-Ierland, als jongste van vier dochters van het hoofd van een lagere school. Zij trouwde in 1977 met de theatertechnicus Jonathan Hartley. Zij scheidden in 1982. In 1989 hertrouwde Burton met de fotograaf Sven Arnstein, van wie ze scheidde in 2004. Zij hebben twee kinderen, Phoebe (1989) en Brid (1991). Amanda Burton woont in Hastings.

## Filmografie
- Marcella, 2020, Katherine Maguire
- The Level, 2016, Cherie Le Saux
- The Commander, 2003-2007, Commander Clare Blake
- Pollyanna, 2003, tante Polly
- Helen West, 2002, Helen West
- The Whistle-Blower, 2001, Laura Tracey
- Little Bird, 2000, Rachel Lewis
- Forgotten, 1999, Rachel Monroe (alias Carla Hayden)
- The Gift, 1998, Lynn
- Silent Witness, 1996-2004, 2022, Sam Ryan
- The Precious Blood, 1996, Rosie Willis
- Peak Practice, 1993-1995, Dr. Beth Glover/Kerruish
- Lovejoy : Kids, 1992, Bonnie Wright
- Stay Lucky : The Food of Love, 1992, Jane Higgs
- Van der Valk : Doctor Hoffmann's Children, 1991, Elly van Roekel
- Medics : Jessica, 1990, Vikki
- A Casualty of War, 1990, Nicola
- The Storyteller: Greek Myths, 1990, Aithra
- Boon, 1988-1989, Margaret Daly
- Inspector Morse: The Settling of the Sun, 1988, Mirella Lunghi
- Brookside, 1982-1986, Heather Haversham Huntingdon Black